# سینووس
سینووس (انگلیسی: Synovus) شرکت خدمات مالی و بانکداری آمریکایی است، که در سال ۱۸۸۸ تأسیس شد.